# Victor Lang
Victor Lang egy szereplő az amerikai ABC televíziós csatorna Született feleségek című sorozatában.

## Története

### 3. évad
Gaby találkozik Széplak polgármesterjelöltjével, Victor Langgal, aki megkéri a kezét. Victort megválasztják polgármesternek. Már az esküvőt szervezik, mikor megjelenik Victor apja, Milton, aki elmondja Victornak, hogy indulnia kéne az elnökválasztáson, de ezt Gaby nem engedi, ezért Gaby elhagyja Victort. Másnap reggel megjelenik Milton, s elmondja Gabynak, hogy Victor bocsánatot akar kérni tőle. Ez meg is történik, így boldogan állnak oltár elé, ám az esküvőn Gaby meghallja, hogy Victor Miltonnal beszél, s megtudja, hogy csak a latin voksok miatt vette el őt.

### 4. évad
Ezután Gabrielle viszonyt kezd volt férjével, Carlos Solisszal, de mikor Susan buliján Gaby kikezd az új szomszéd, Katherine Mayfair férjével Adam Mayfairrel, Katherine jól kiokítja, és mindenki előtt közli, hogy Gabynak viszonya volt a kamasz kertészével.
Mikor ezt Victor megtudja, azon gondolkodik, hogyan fizethetnék le a kertészt, John Rowlandet, majd később Carlosszal beszélget, és elmondja neki, hogy ha őt Gaby megcsalná, azonnal megölné a férfit.
Mikor Edie-nek is kezd gyanús lenni, hogy Carlos megcsalja őt, fölbérel egy magánnyomozót, aki sikerrel is jár. Másnap Edie elmegy Victorhoz a képekkel, amik igazolják Gabrielle hűtlenségét.
A Ne ítélj külsőre! című epizódban, Victor kieszeli, hogy elviszi Gabyt a tengerre egy romantikus nyaralásra. Gaby bele is egyezik, nem sejti, hogy férje tervezi a bosszút. Mikor Carlos elmegy Edie-hez egy régi festményért, amit otthagyott, a nő elmondja neki, hogy Victor tud Gaby hűtlenségéről. Mikor Carlos felhívja Gabyt, nyilvánvalóvá válik, hogy Victor azért vitte Gabyt a tengerre, hogy megölje. Victor Gaby szemébe vágja, hogy tud a viszonyról, és benyúl a rekeszbe, ahonnan elővesz egy táskát. Éppen a táskában matat, amikor Gaby leüti őt egy evezőlapáttal. Victor az óceánba repül, Gaby azonnal kihajózik a partra és otthagyja férjét az óceán kellős közepén.
Mikor Carlos kiér a partra, Gaby elmondja neki, hogy mi történt, majd fölmennek a hajóra, ahol megnézik Victor táskáját. Kiderül, hogy csak egy pulóver volt benne. Rögtön visszamennek az óceánra Victort keresni, s mikor megtalálják, Victor életben van, de hirtelen leüti Carlost, elővesz egy kést, s meg akarja ölni, de Gaby újból leüti az evezőlapáttal. Victor megint a tengerbe esik. Gaby fölsegíti Carlost, s épp a arra készülnek, hogy újból kiemeljék Victort, aki azonban most már nem jött fel a víz felszínére, hanem elmerült a mélybe. A kikötőben Gaby és Carlos rádöbbennek a szörnyű igazságra, de van egy tervük, beindítják a hajót, s azt tervezik, majd azt mondják, hogy Victor egyedül hajózott ki.
A Távoli múlt című epizódban Gaby és Carlos épp arra készülnek, hogy elmenjenek a rendőrségre, amikor a rendőrség jön hozzájuk, s közlik Gabyval, hogy megtalálták Victort. Gaby előre tudta, hogy Victor mindent el fog mondani a rendőröknek, és hogy Carlost meg akarja majd ölni, de mikor bemennek a kórházba, kiderül, hogy Victornak amnéziája van. Gaby örül, de mikor épp menni készül, Victor még visszahívja, s megfenyegeti, közli, hogy emlékszik mindenre, s készül a bosszúra.
A Valami közeleg epizódban Gabrielle bejelenti három barátnőjének, hogy elhagyják Széplakot Carlosszal, ugyanis Victor meg akarja őket ölni. Edie és Gaby elbújtak a Britt-házba. Mikor Carlos visszamegy Gabyért, hogy közölje, hogy el kell bújniuk a vihar elől, megjelenik Victor. Carlos próbálja jobb belátásra bírni a politikust, de Victor előkap egy pisztolyt és elkezd Carlosra lőni. Végül kikeverednek az utcára, s mikor Carlos leüti Victort, a politikus elájul. Carlos gyorsan be akar menni a régi Young-házba, de ekkor Victor magához tér, és felkap egy acélrudat, hogy agyonüsse Carlost. Közben a tornádó kitépi az egykori Young-ház kerítéseit, ami a fejüknél repked. Victor készül megölni Carlost, amikor az egyik kerítésléc átfúródik a mellkasán.